# シェットランド・シープドッグ
シェットランド・シープドッグ (Shetland Sheepdog) は、スコットランドのシェトランド諸島を原産地とする犬の品種のひとつ。ラフ・コリーとよく似た外観を持つが、より小型である。シェルティー(Sheltie) の愛称で呼ばれる。

## 歴史

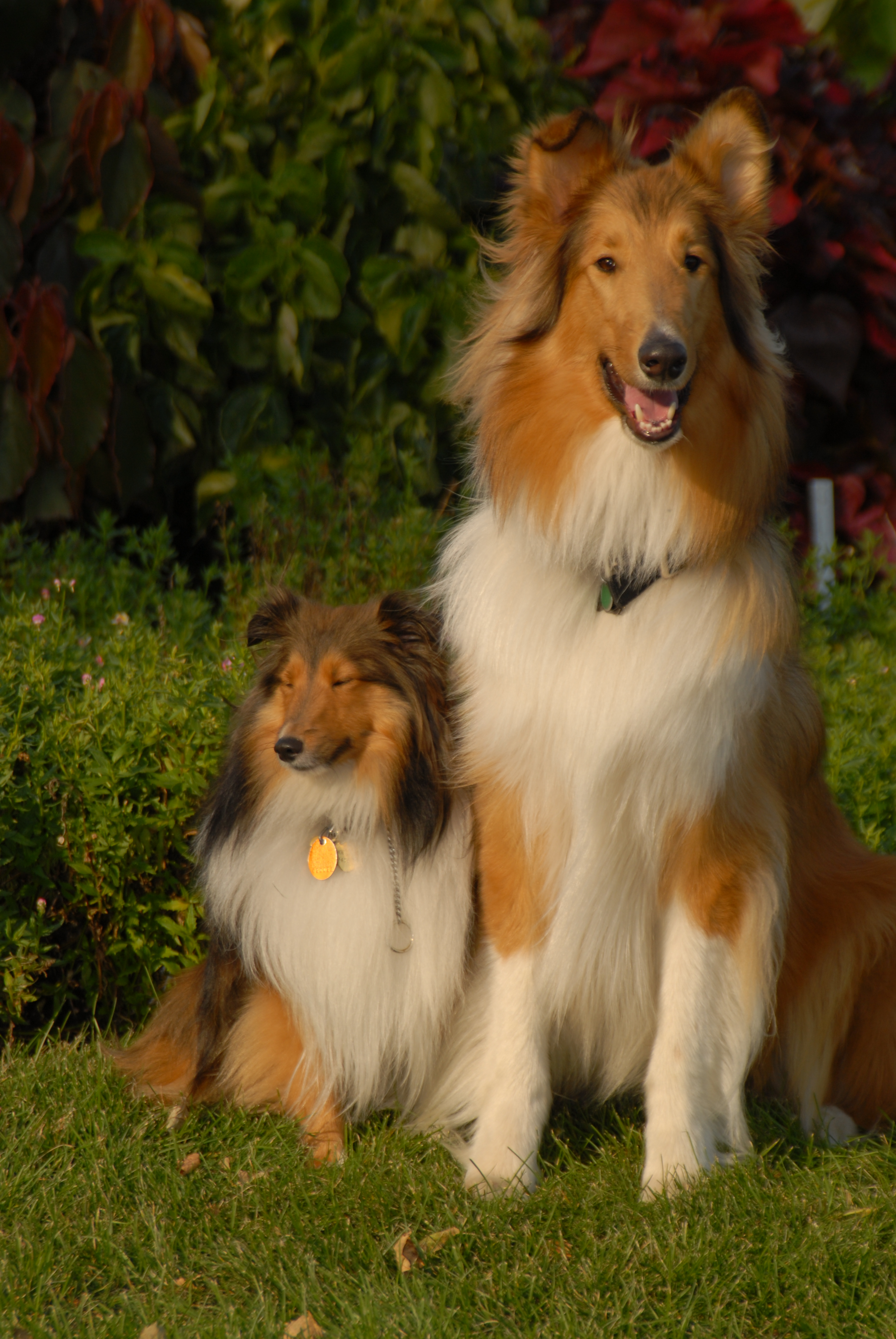
シェットランド・シープドッグ（左）とラフ・コリー（右）

その歴史はきわめて古く、そのままスコットランドの牧羊犬の歴史に匹敵するもので、同じくスコットランド地方の牧羊犬であるラフ・コリーやボーダー・コリーとその起源を共有すると考えられている。気候条件が厳しく、荒涼としたシェトランド諸島は、牧草地として有効な土地が限られており、飼料が不足する環境では家畜が小型化するのは必然であった。その結果、羊(シェトランド・シープ)は、スコットランド産の半分の大きさとなっている。シェットランド・シープドッグも環境に適応して小型化したか、あるいは小型の家畜に対応して小型化したと考えられている。人口が少なく放牧地と農耕地を隔てる柵が少なかったこの島では、家畜の動きを管理する熟練の牧畜犬の存在が不可欠であった。管理していた家畜は、羊だけでなく、牛、豚、ニワトリなど多岐にわたり、万能犬として重宝されていた。一説によれば、スコットランドのボーダー・コリーと同じ祖先を持つ犬のうち小型のものがこの土地に適応し、この地がヴァイキングの支配下にあった時代に、彼らがスカンジナビア地方から持ち込んだサモエドなどのスピッツ系の血が配合されたものが原型であるとされる。19世紀の終わり頃、イギリス海軍の艦隊が演習のためにこの島を訪れるようになると、これらの子犬が盛んにイギリス本土に持ち込まれるようになった。この犬がイギリスに紹介された時には、スパニエルの影響を感じさせる犬であり、これにラフ・コリーなどを交配させながら大型化しないように作出されたものが現在のシェットランド・シープドッグである。また、キング・チャールズ・スパニエルやポメラニアンの血が入っているとも考えられている。当初はシェットランド・コリーという名称が一般化し、1909年にイギリスのケネルクラブがこの名称で公認するが、コリーのブリーダー団体からの抗議を受け、数年後に現在の名称に変更された。その名に反して、現在では牧羊犬としては非主流となっており、その性質からもっぱら家庭犬として、世界中で愛好されている。

## 特徴
- 体長が体高よりやや長く、牧羊犬に必要な抜群の敏捷性とスピード、忍耐力を兼ね備えている。
- スタンダードでは小型のコリーという位置づけがあり、サイズは最も重視される要素となっている。ジャパンケネルクラブでは理想体高をオス37センチメートル、メス35.5センチメートルとしている。体重は、オス・メスともに10キログラム前後となる。体つきは筋肉質で、よく張った胸と引き締まった腹部を持ち、アウトラインは均整がとれている。頭部は上または横から見て長く、滑らかなくさび状に耳から鼻にかけて次第に細くなっている。顔つきも一見するとコリーと似ているが、頭部に対するマズルの割合は、長さ・太さともにコリーよりもコンパクトなものになっている。比較的大きく立った耳は、耳先が前方に折り曲がったものが理想的とされ、故意に矯正する場合がある。被毛は、粗くて長い上毛と柔らかくて密生した下毛のダブルコートで、首まわりから胸にかけての飾り毛は最大の特徴となっており、メスに比べてオスの方が豊かである。毛色は、黒、ブルーマール、セーブルを基調として、白およびタンが配色される。
- 性格は、非常に快活で、感受性が強く、人とたわむれることを好む。もともと牧羊犬ということだけあって大変賢く、従順で訓練性に優れており、責任感も強い。
- 家畜を守る仕事をしていたため、警戒心が強く、比較的よく吠える。また、小型ゆえにコリーよりも神経質である。
- 甲状腺機能低下症にかかりやすい。
- 半立ち耳は、生後2ヶ月頃から１歳になるまで、ユートクバン等の医療用テープで固定することで完成する。子犬時代の耳は自然に折れていても、何もしなければ立ち耳になってしまう個体もいるため、テープを使用する。より見栄えを良くするには、リボンで「耳寄せ」をする。遺伝的に折れ耳や垂れ耳の個体もいる。
- 毛色については、ラフコリーにはないバイブラックとバイブルーも認められている。一方、身体の大部分が白い「カラーヘッド」は、コリーではホワイトコリーとして認められているが、シェルティでは健康には問題ないが認められていない。ブルーマールやセーブルマールのマール同士を掛け合わせて産まれる「ダブルマール」は全身がほぼ白くマールホワイトとも呼ばれる。ダブルマールは耳や目に障害を持って産まれてくるため、マール同士の繁殖は避ける必要がある。

## ギャラリー

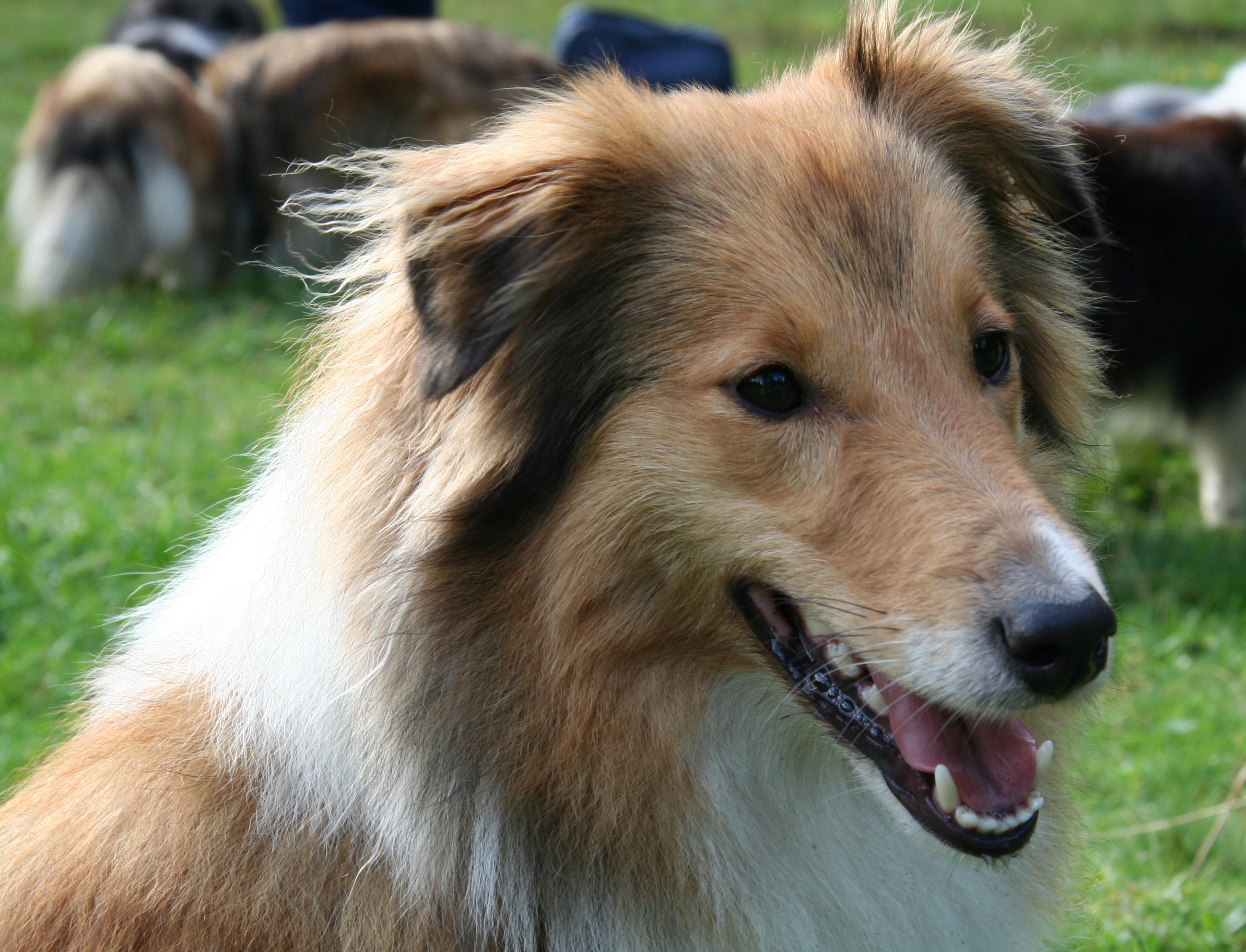
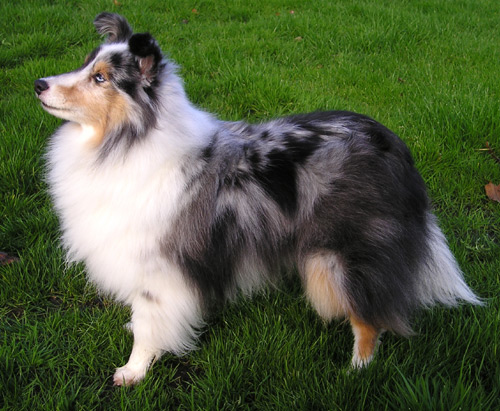
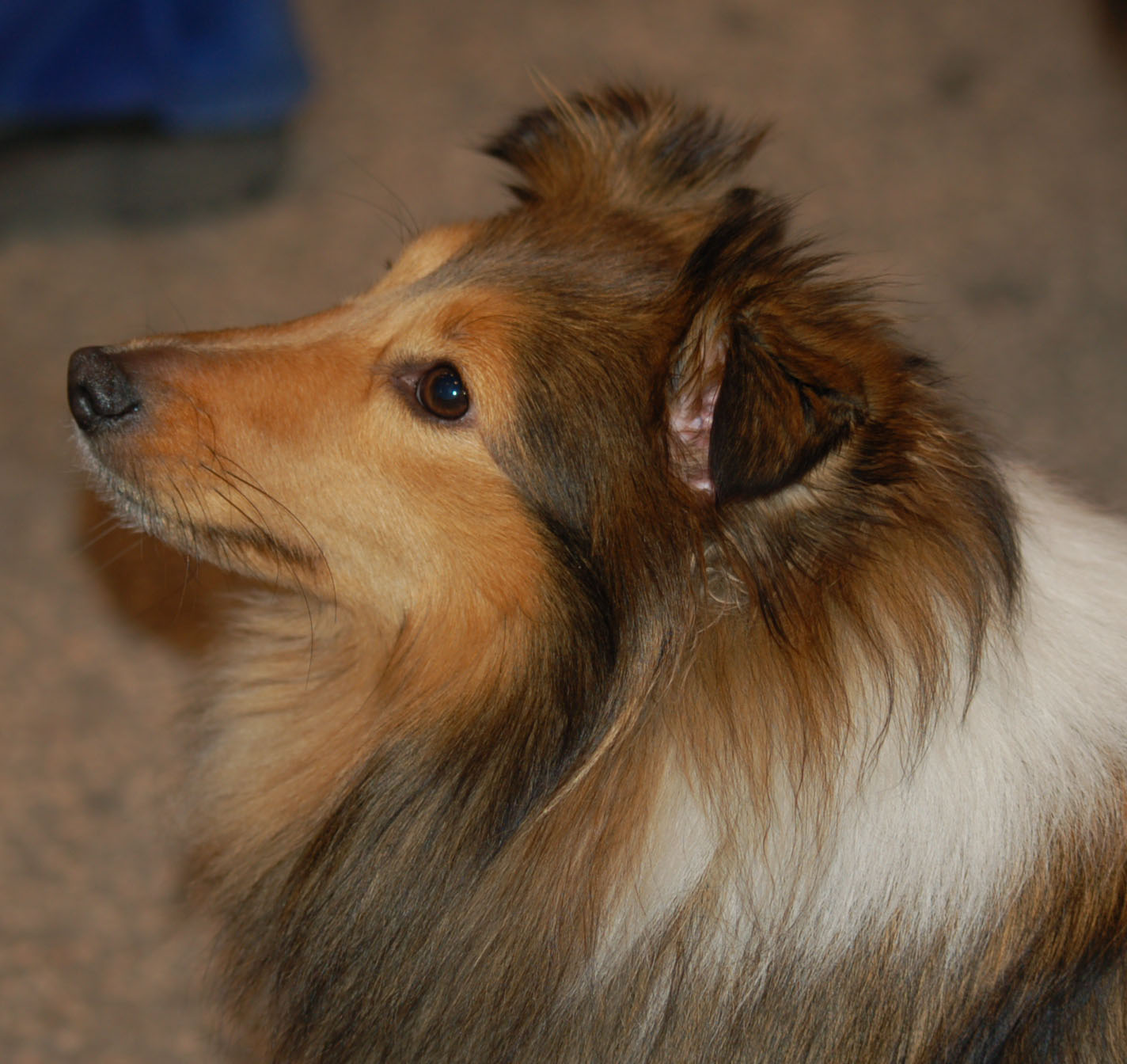
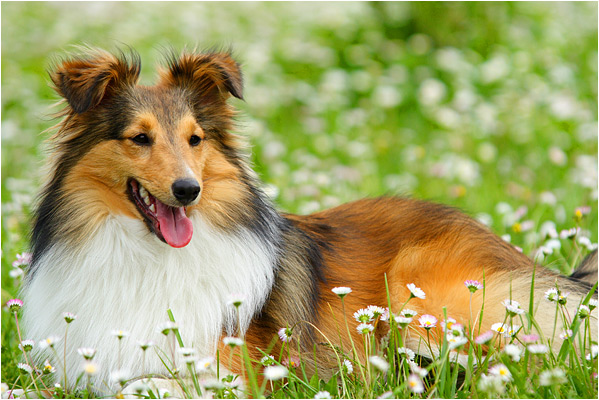
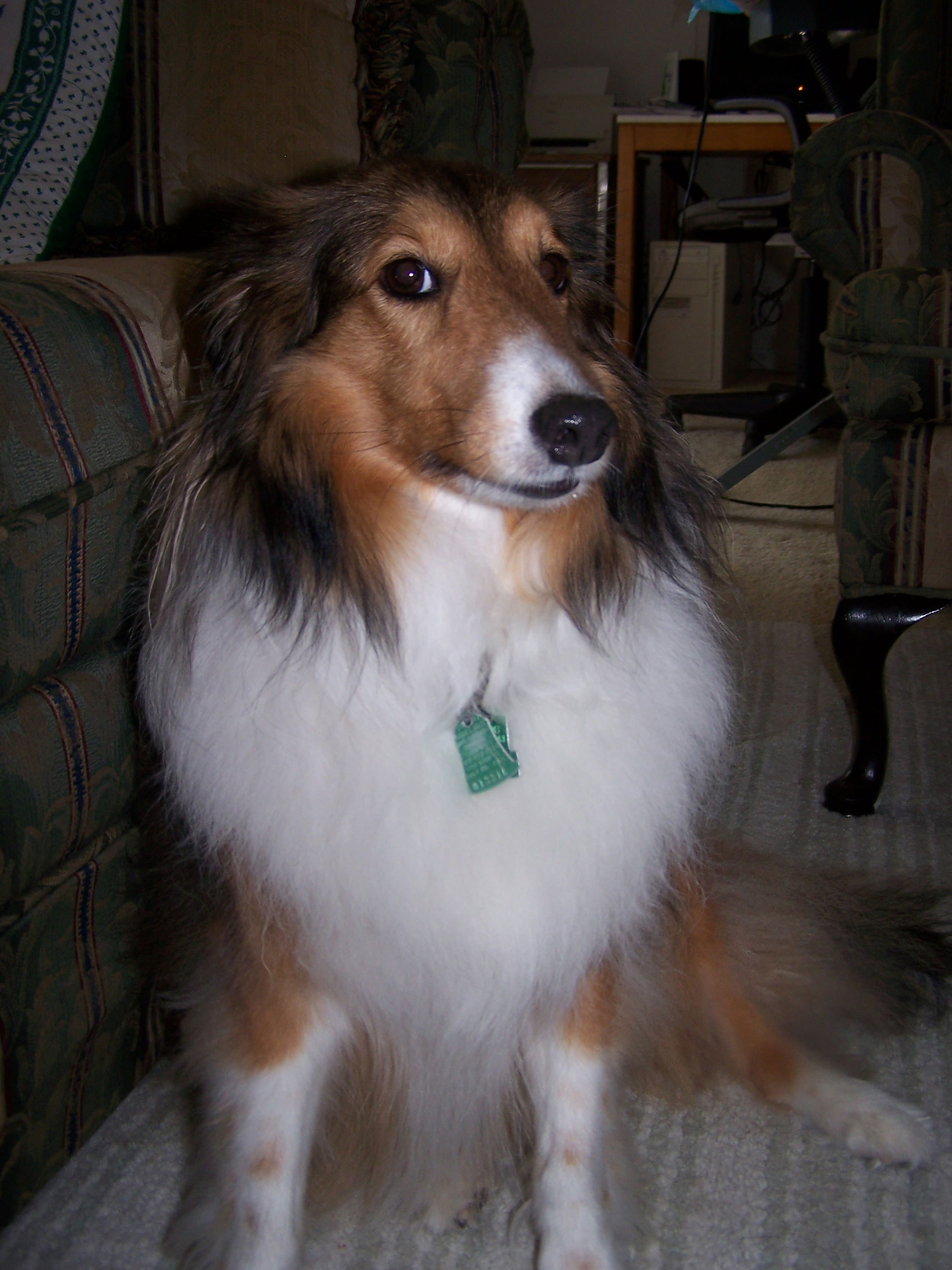
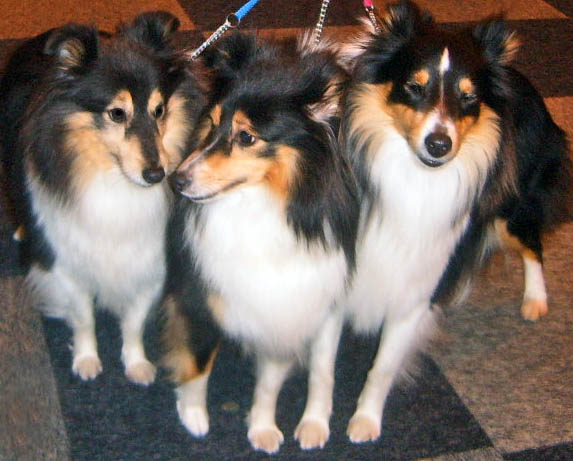
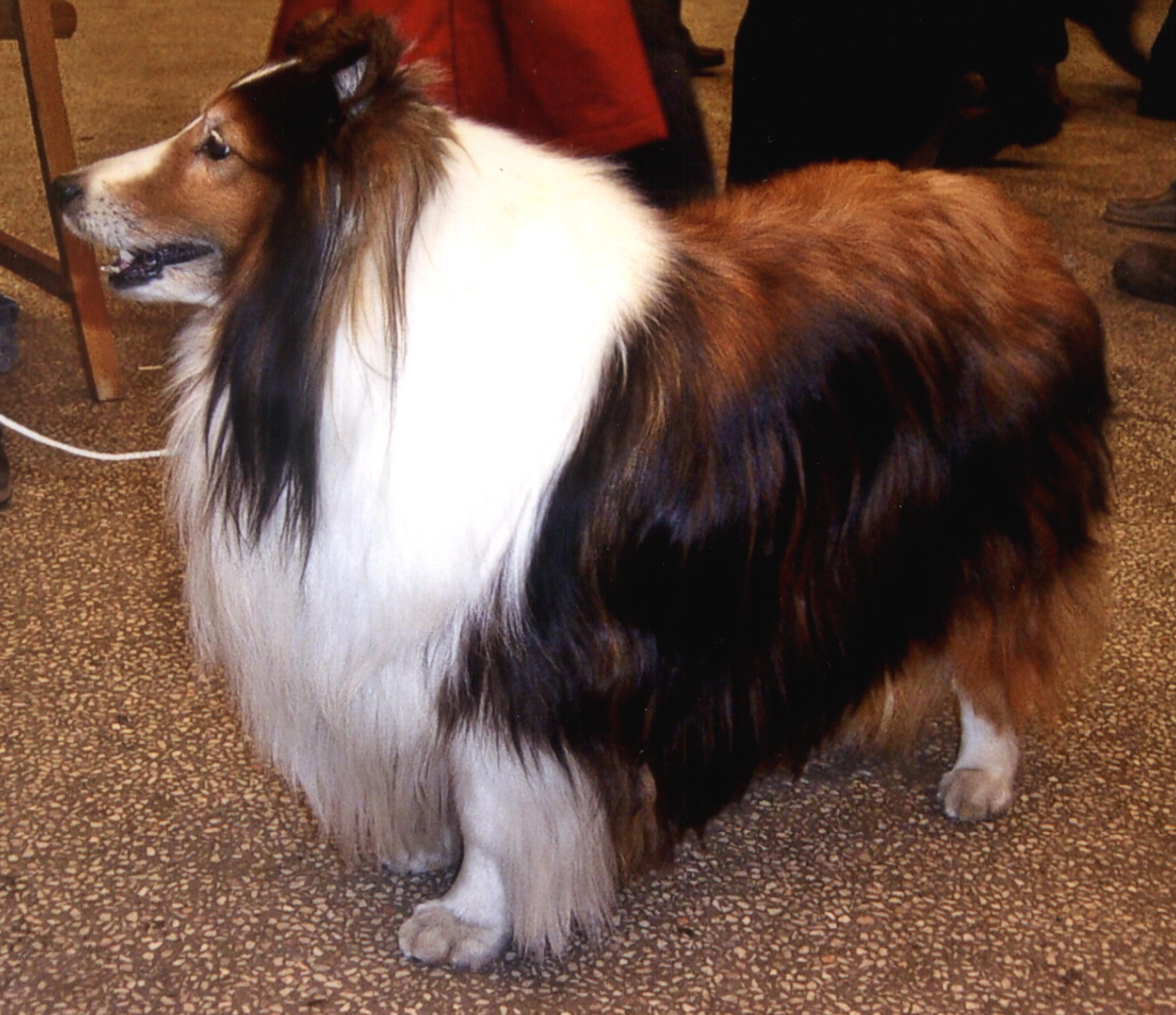
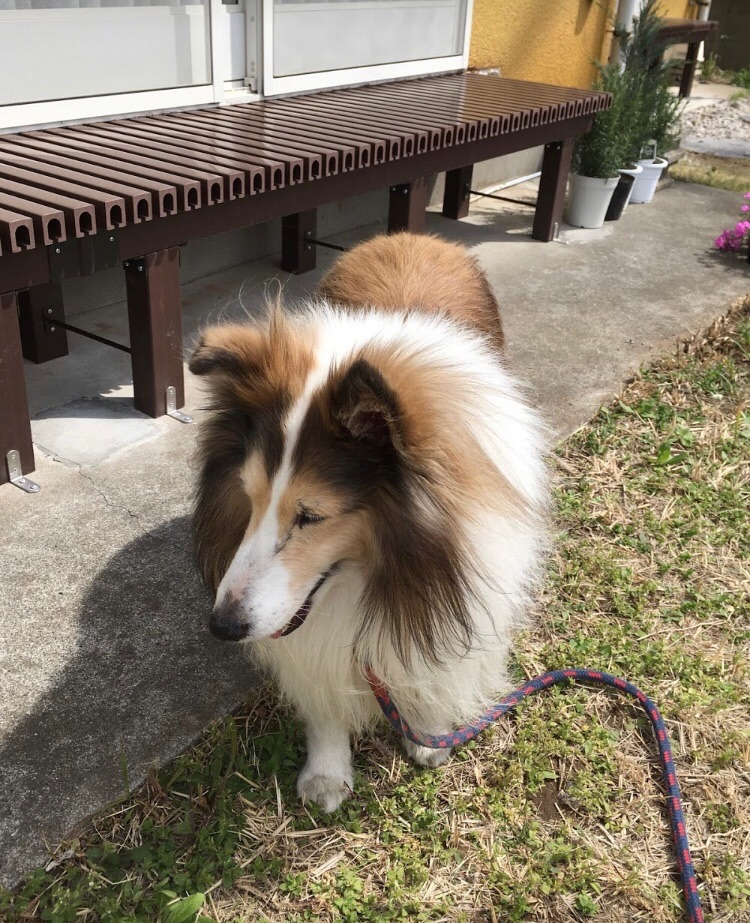